# Русин Василь Іванович (науковець)
Васи́ль Іва́нович Русин (* 1949) — український хірург, професор (1992), доктор медичних наук (1990), заслужений лікар України (1999).

## Життєпис
РУСИН Василь Іванович (1949 р.н.), лікар-хірург, доктор медичних наук, професор кафедри хірургічних хвороб медичного факультету Ужгородського національного університету, академік Академії інженерних наук України, добре відомий у нашому краї та за його межами. Народився 26 вересня 1949 року в Ужгороді. Навчався на медичному факультеті УжДУ, який закінчив у 1973 році.
Трудову діяльність розпочав лікарем-хірургом у м. Тайшет Іркутської області. У 1977 році Василь Іванович вступає в аспірантуру з хірургії в інститут серцево-судинної хірургії імені О.М. Бакулєва (м. Москва, Росія). Закінчивши аспірантуру у 1980 р., захищає кандидатську дисертацію: «Діагностика та хірургічне лікування посттромбофлебітичного синдрому здухвинно-стегнової локалізації». До 1982 року продовжує працювати у цьому ж інституті, здобуваючи досвід хірургічного лікування складної патології, особливо у серцево-судинній хірургії.
1982 року повертається на Закарпаття і працює районним хірургом Рахівського району. З 1984 року – в Ужгороді, працює на посаді завідувача хірургічного відділення обласної клінічної лікарні.
З 1987 р. – асистент кафедри госпітальної хірургії медичного факультету УжДУ, вступив у докторантуру при Інституті серцево-судинної хірургії ім. О.М. Бакулєва. Після захисту докторської дисертації: «Хірургічне лікування поєднаних оклюзійних уражень коронарних артерій та черевної аорти» у 1990 році, працює на кафедрі госпітальної хірургії УжДУ. У 1992 р. отримав учене звання професора. З 1995 р.– голова, а згодом президент Асоціації хірургів Закарпаття. У 1998 р. за конкурсом обраний на посаду завідувача кафедри госпітальної хірургії. З 1999 р. – заслужений лікар України, декан медичного факультету. У 2004-2005 рр.– ректор УжНУ.
Професор В.І. Русин був обраний депутатом обласної Ради, де очолював комісію з питань охорони здоров’я (2002), обраний членом Президії хірургів України, членом спецради по захисту кандидатських та докторських дисертацій при Львівському державному медичному університеті. Спеціалізується в таких важливих напрямках хірургії, як гепатобіліарна хірургія, портальна гіпертензія, хірургія ендокринних органів, судинна хірургія та судинна неврологія. За роки праці ним проконсультовано понад 30 тис. пацієнтів, виконано понад 20 тис. оперативних втручань. Науковий доробок проф. Русина складає понад 747 публікацій, серед них більше 82 монографій, три навчальні посібники, видані під грифом МОН та МОЗ України, 52 патентів України на винаходи. Він є засновником дослідження і розробки методів діагностики, медикаментозної і хірургічної корекції портальної гіпертензії. Під його керівництвом розроблено нові методи екстракорпоральної детоксикації при захворюваннях печінки, впроваджено нові технології в судинну хірургію.
За плідну раціоналізаторську та винахідницьку діяльність, пов’язану з розробкою нових методів лікування та медичних приладів, у 2001 р. обраний членом-кореспондентом, а в 2002 р. – дійсним членом Академії інженерних наук України та дійсним членом Угорської Академії наук. 2009 р. – лауреат Державної премії України в галузі науки і техніки. Довгий час працював у ВАК – був членом експертної ради. З його іменем розвинулась нова школа хірургії на Закарпатті – це школа професора Русина, захищено 16 докторських та понад 40 кандидатських дисертацій. Учні згадують свого вчителя-наставника, його «авторські» оперативні прийоми, людяність і відданість справі.
Під час роботи конгресу ангіологів та судинних хірургів України, який відбувся в Києві, отримав почесну відзнаку «Судинний хірург 2014 року». Неодноразово професор В.І. Русин ставав номінантом щорічних конкурсів: «Впливові люди Закарпаття», «Лідер року Закарпаття», «Топ 100», «Почесний громадянин м. Ужгород» та багатьох інших.